# Efrem z Kcyni
Efrem z Kcyni, dokładnie Efrem Maria z Kcyni (łac. Ephraem Maria a Kcynia), urodzony jako Stanisław Klawitter (ur. 6 kwietnia 1894 w Kcyni, zm. 4 grudnia 1970 w Warszawie) – polski duchowny z Zakonu Braci Mniejszych Kapucynów, artysta malarz, rzeźbiarz i grafik, projektant witraży, poliglota.

## Życiorys
Urodził się jako syn Franciszka Klawittera, rzemieślnika, i Katarzyny z domu Kamińskiej. W rodzinnym mieście ukończył w roku 1908 Szkołę Powszechną. W latach 1908–1911 uczył się w Gimnazjum w Gnieźnie oraz pobierał naukę malarstwa u Wiktora Gosienieckiego. W roku 1911 podjął naukę w Akademii Sztuk Pięknych w Berlinie (Hochschule für Bildende Künste in Berlin), którą przerwał po wybuchu I wojny światowej. Spędził również około roku w Arcyopactwie Benedyktyńskim w Beuron, pobierając naukę w tamtejszej szkole sztuki sakralnej (Beuroner Kunstschule). Został zmobilizowany do armii niemieckiej i uczestniczył w działaniach wojennych na froncie francuskim, w tym w bitwie nad Marną. W roku 1920 rozpoczął nowicjat w Klasztorze Braci Mniejszych Kapucynów w Sędziszowie Małopolskim, przyjmując imię zakonne Efrem Maria z Kcyni, którym odtąd aż do śmierci podpisywał swoje dzieła. Pierwsze śluby zakonne złożył tamże 31 lipca 1921 roku, stając się członkiem Komisariatu Galicyjskiego Kapucynów. Następnie został przeniesiony do Klasztoru Kapucynów w Krakowie, gdzie podjął formację seminaryjną w Studium Filozofii Franciszkanów Konwentualnych. Jednym z jego profesorów był późniejszy święty, o. Maksymilian Kolbe. Jednocześnie uczył rysunku w prowadzonym przez krakowskich kapucynów Kolegium Serafickim, mającym prawa prywatnego gimnazjum. Latem 1922 roku przeniósł się do Belgijskiej Prowincji Kapucynów i kontynuował swoje wykształcenie w klasztorze w Izegem. 12 sierpnia 1924 roku złożył śluby wieczyste i został inkardynowany do Prowincji Belgijskiej Kapucynów. 4 października 1926 prymas Belgii, kardynał Désiré-Joseph Mercier, udzielił mu święceń kapłańskich w prywatnej kaplicy w Mechelen. Kardynał sfinansował także dalsze studia o. Efrema na Uniwersytecie Katolickim w Lowanium.
W latach 1930–1936 o. Efrem był członkiem Kolegium Pisarzy Św. Wawrzyńca z Brindisi w Asyżu (obecnie, od 1940 Instytut Historyczny Kapucynów w Rzymie). Przy asyskim Kolegium działało również Muzeum Franciszkańskie, którego zbiory służyły Efremowi do pogłębienia znajomości ikonografii franciszkańskiej. W tym okresie stworzył wiele portretów, a także zrealizował kilka większych zamówień dotyczących wyposażenia kościołów. W maju 1933 roku odwiedził go w Asyżu prymas Polski kardynał August Hlond, który zlecił mu wykonanie płaskorzeźb przedstawiających życie świętego Wojciecha dla katedry gnieźnieńskiej. Cykl ten został zniszczony przez Niemców podczas okupacji w latach II wojny światowej. Zachowały się tylko fotografie przedstawiające prace w toku oraz katedrę po ich ukończeniu. Za swój wkład w ozdobę Bazyliki Prymasowskiej o. Efrem został uhonorowany pamiątkowym medalem wykonanym na polecenie prymasa Hlonda.
Zmarł w Warszawie i został pochowany w katakumbach warszawskiego kościoła kapucynów.

## Upamiętnienie
27 maja 1989 roku prymas Polski kardynał Józef Glemp odsłonił tablicę pamiątkową o. Efrema na budynku przy ul. Ogrodowej 3 w Kcyni, gdzie urodził się artysta.
Z okazji 50. rocznicy śmierci o. Efrema została urządzona wystawa jego prac w Muzeum Archidiecezjalnym w Warszawie (3 grudnia 2020 – 10 września 2021). Na jej zakończenie odbyło się sympozjum naukowe poświęcone jego twórczości.
9 września 2021 w Kościele Przemienienia Pańskiego w Warszawie została odsłonięta tablica pamiątkowa artysty. W uroczystości uczestniczył biskup Michał Janocha, prowincjał Warszawskiej Prowincji Kapucynów Łukasz Woźniak oraz burmistrz Kcyni Marek Szaruga.

## Główne dzieła

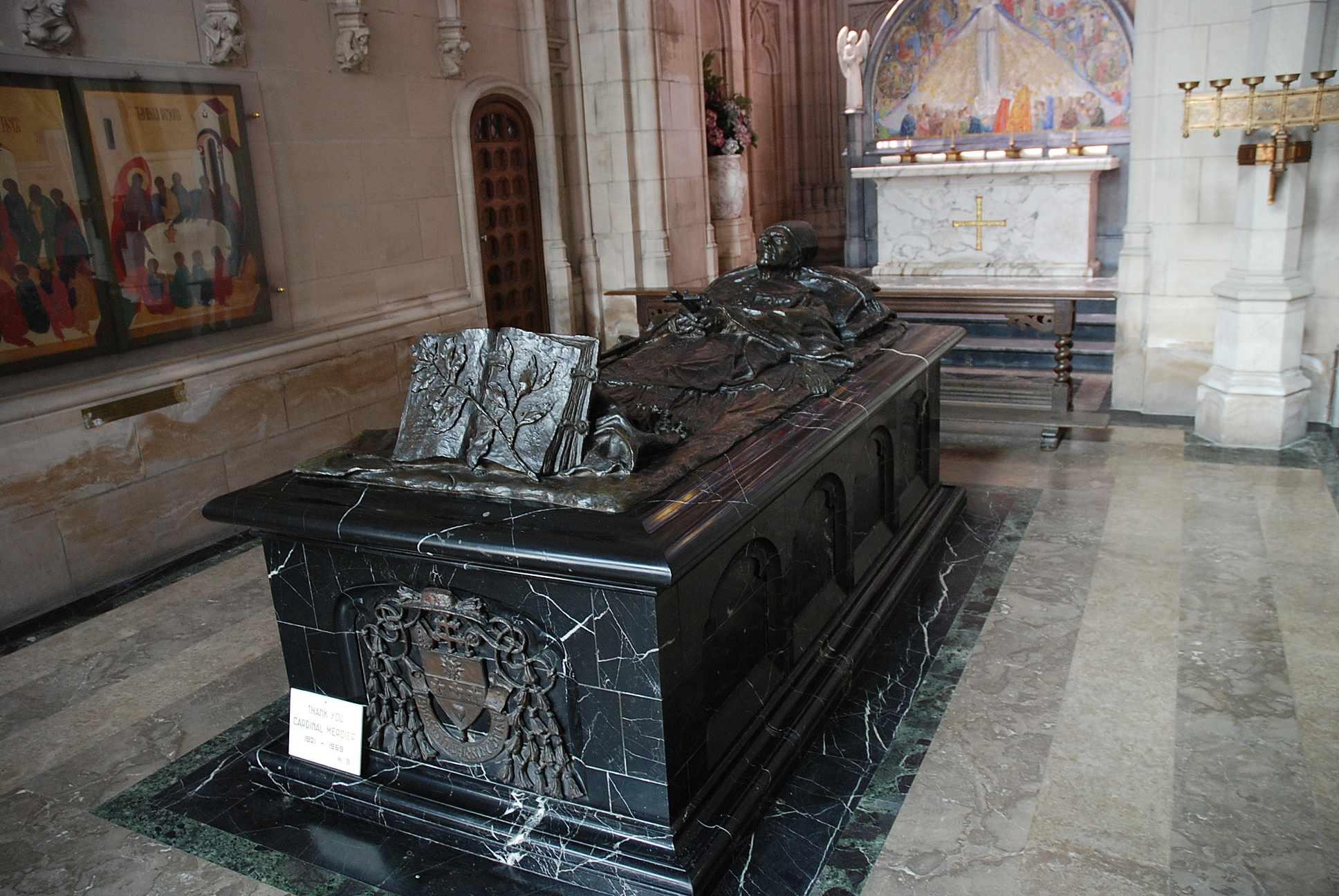
Grobowiec kardynała Merciera w Katedrze w Mechelen.

W roku 1930 o. Efrem wykonał grobowiec kardynała Merciera, ulokowany w jednej z kaplic Katedry Św. Rumbolda w Mechelen. Jest to imponujący sarkofag z marmuru, na którym znajduje się naturalnej wielkości figura purpurata w pozycji leżącej.
W Katedrze gnieźnieńskiej zrealizował pomnik nagrobny prymasa Edmunda Dalbora przedstawiający kardynała w pozycji klęczącej na tle marmurowej tablicy z napisem z brązu.

### Rzeźby
Jest również autorem dwóch pomników kardynała Merciera: na dziedzińcu Katolickiego Uniwersytetu w Lowanium oraz przed założonym przez purpurata w swojej rodzinnej miejscowości (Braine-l’Alleud) Collège Cardinal Mercier.
Dla klasztoru kapucynów w Lowanium wykonał rzeźbę przedstawiającą świętego Franciszka z Asyżu.
W Muzeum Warszawskiej Prowincji Kapucynów w Zakroczymiu znajduje się rzeźba przedstawiająca matkę o. Efrema, Katarzynę Klawitter (głowa, rzeźba w brązie).
W Muzeum Franciszkańskim w Rzymie znajdują się między innymi niewielkie rzeźby z brązu przedstawiające: Świętą Elżbietę Węgierską; Świętego Franciszka z Asyżu głoszącego kazanie do ryb oraz gipsowe modele Obnażenia św. Franciszka przed biskupem Asyżu; Św. Franciszek adorujący Eucharystię; Św. Franciszek i Dzieciątko Jezus w żłóbku.
W roku 1936 o. Efrem wykonał popiersie kardynała Augusta Hlonda, znajdujące się obecnie w rezydencji prymasów Polski w Gnieźnie.

### Wystrój krypty kościoła kapucynów w Barcelonie
W Sanktuarium Matki Bożej z Pompejów znajdującym się przy klasztorze kapucynów w Barcelonie o. Efrem wykonał szereg prac w krypcie wybudowanej po zakończeniu hiszpańskiej wojny domowej. Artysta pracował tam przez cały okres II wojny światowej, realizując między innymi polichromowane płaskorzeźby przedstawiające świętych franciszkańskich i kapucyńskich w apsydzie krypty oraz serię półkolistych fresków ze scenami z życia św. Franciszka z Asyżu na ścianach bocznych.

### Witraże

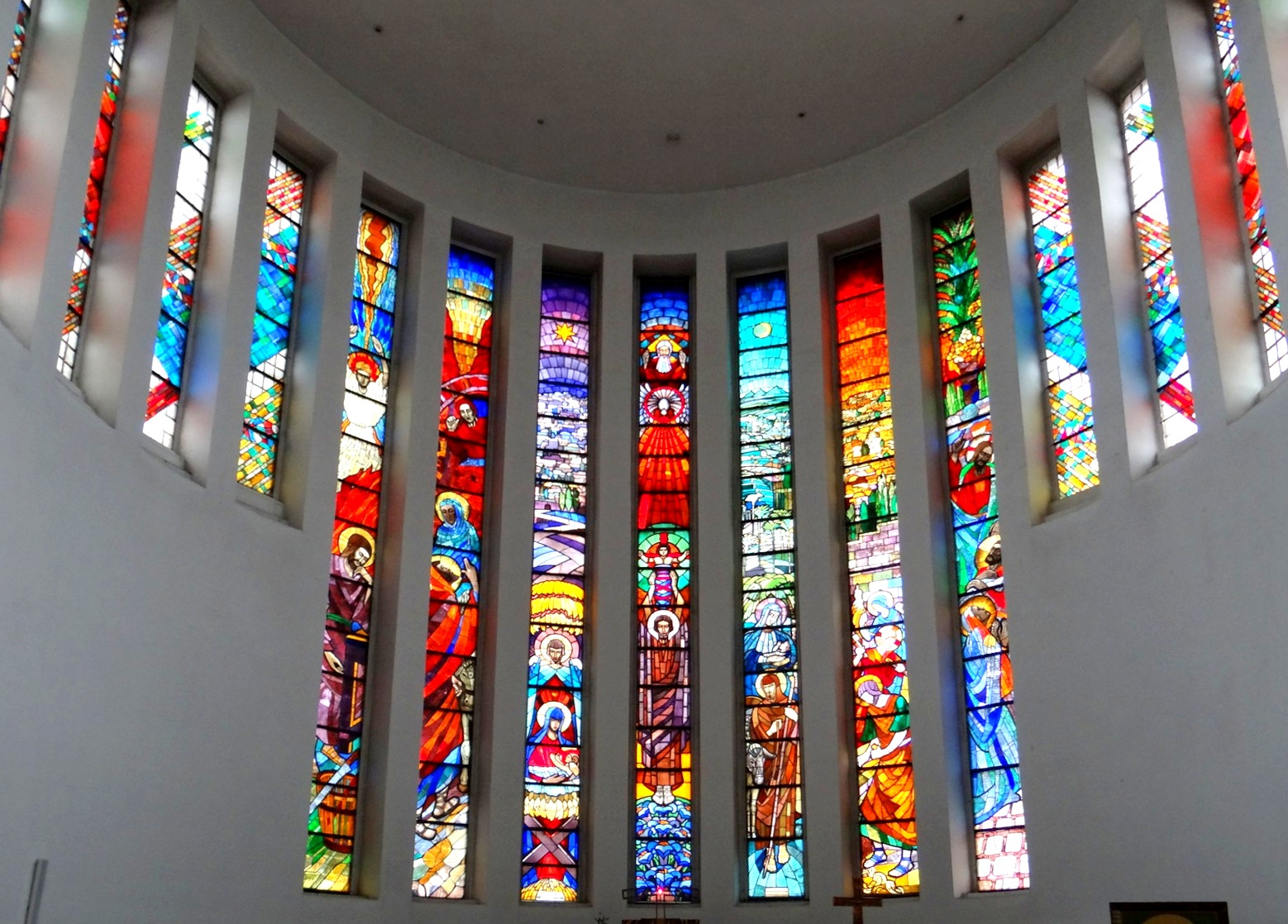
Witraże zaprojektowane przez o. Efrema dla Kościoła św. Józefa w Inowrocławiu. Wykonane w latach 1951–1958.

O. Efrem zaprojektował witraże dla kościoła kapucynów w Marsylii (został rozebrany w latach 70. XX wieku). W kościele św. Józefa w Inowrocławiu znajdują się witraże zaprojektowane przez o. Efrema w latach 1938–1939 i wykonane przez pracownię Stanisława Powalisza w Poznaniu (część wykonano po II wojnie światowej w latach 1951–1958). W roku 1967 zaprojektował również witraże dla kościoła pw. Św. Michała Archanioła w Kcyni.

### Dzieła malarskie
O. Efrem wykonał wiele dzieł malarskich w różnych technikach: akwarele, freski, malarswo olejne, pastele. Poświęcone były one zarówno tematyce sakralnej, jak również świeckiej (portrety, pejzaże).

#### Malarstwo sakralne
Wiosną roku 1935 o. Efrem wykonał trzy obrazy dla kaplicy Kolegium Pisarzy Św. Wawrzyńca z Brindisi w Asyżu. Centralne płótno przedstawia Matkę Bożą z Dzieciątkiem Jezus, adorowaną przez św. Franciszka z Asyżu i św. Klarę z Asyżu. Prawy obraz, o pionowej kompozycji wyobraża Św. Antoniego z Padwy z dwoma aniołami; natomiast lewy obraz, przedstawia Najświętsze Serce Jezusa ze św. Bonawenturą z Bagnoregio oraz świętą tercjarką franciszkańską, prawdopodobnie Anielą z Foligno. Obecnie cały cykl ołtarzowy jest przechowywany w Muzeum Franciszkańskim w Rzymie.

Jesienią 1935 roku, przebywając w Polsce, Efrem zrealizował obraz przeznaczony do głównego ołtarza Kościoła Kapucynów we Lwowie-Zamarstynowie, zatytułowany Św. Franciszek z Asyżu z ubogimi. Obraz został poświęcony przez abpa Eugeniusza Baziaka 10 listopada 1935 roku. Zaginął po przymusowej repatriacji kapucynów ze Lwowa w roku 1946. Znany jest tylko z czarno-białej fotografii.

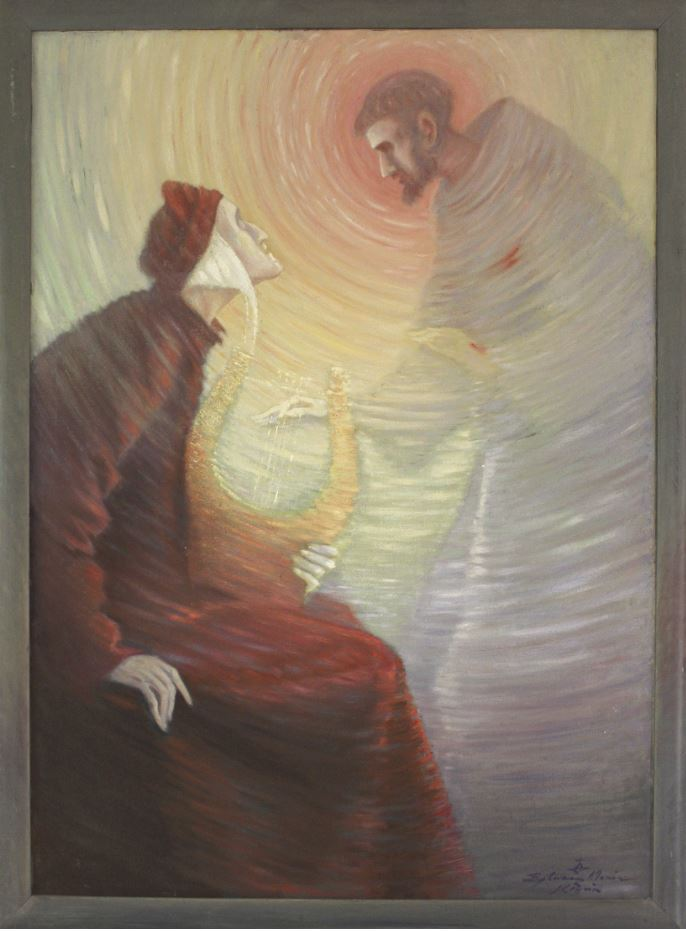
Dante Alighieri i św. Franciszek
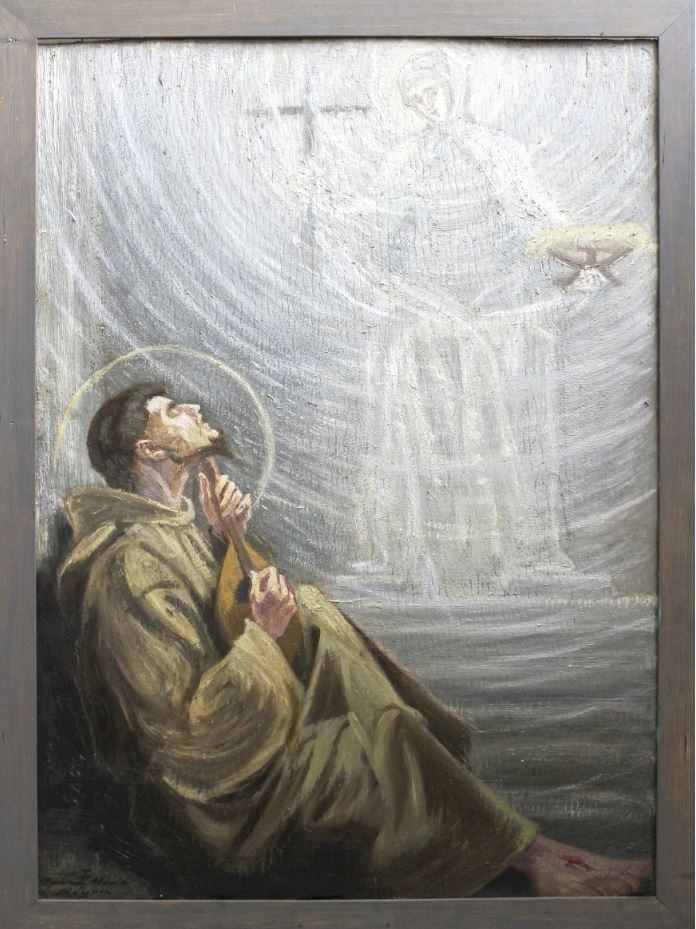
Franciszek z Asyżu i personifikacja Ubóstwa.
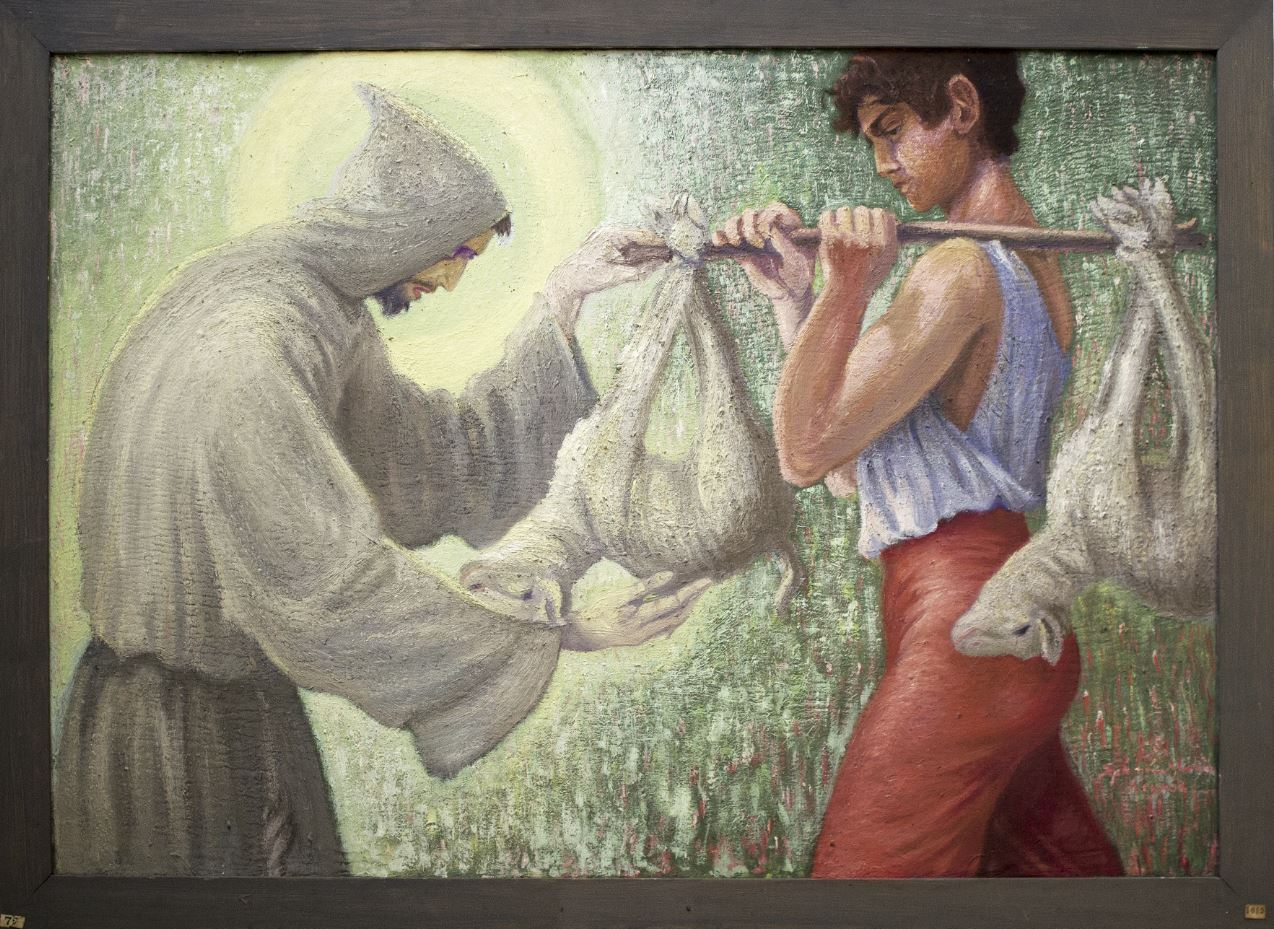
Franciszek z Asyżu wykupuje baranki
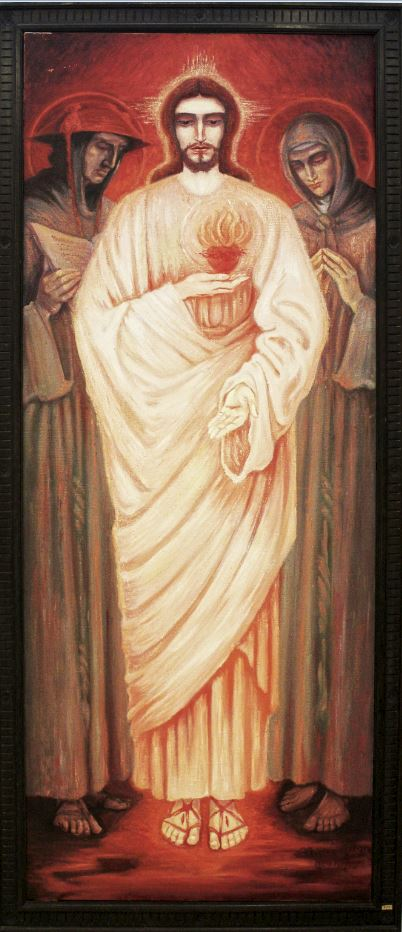
Serce Jezusa ze św. Bonawenturą z Bagnoregio i św. Anielą z Foligno
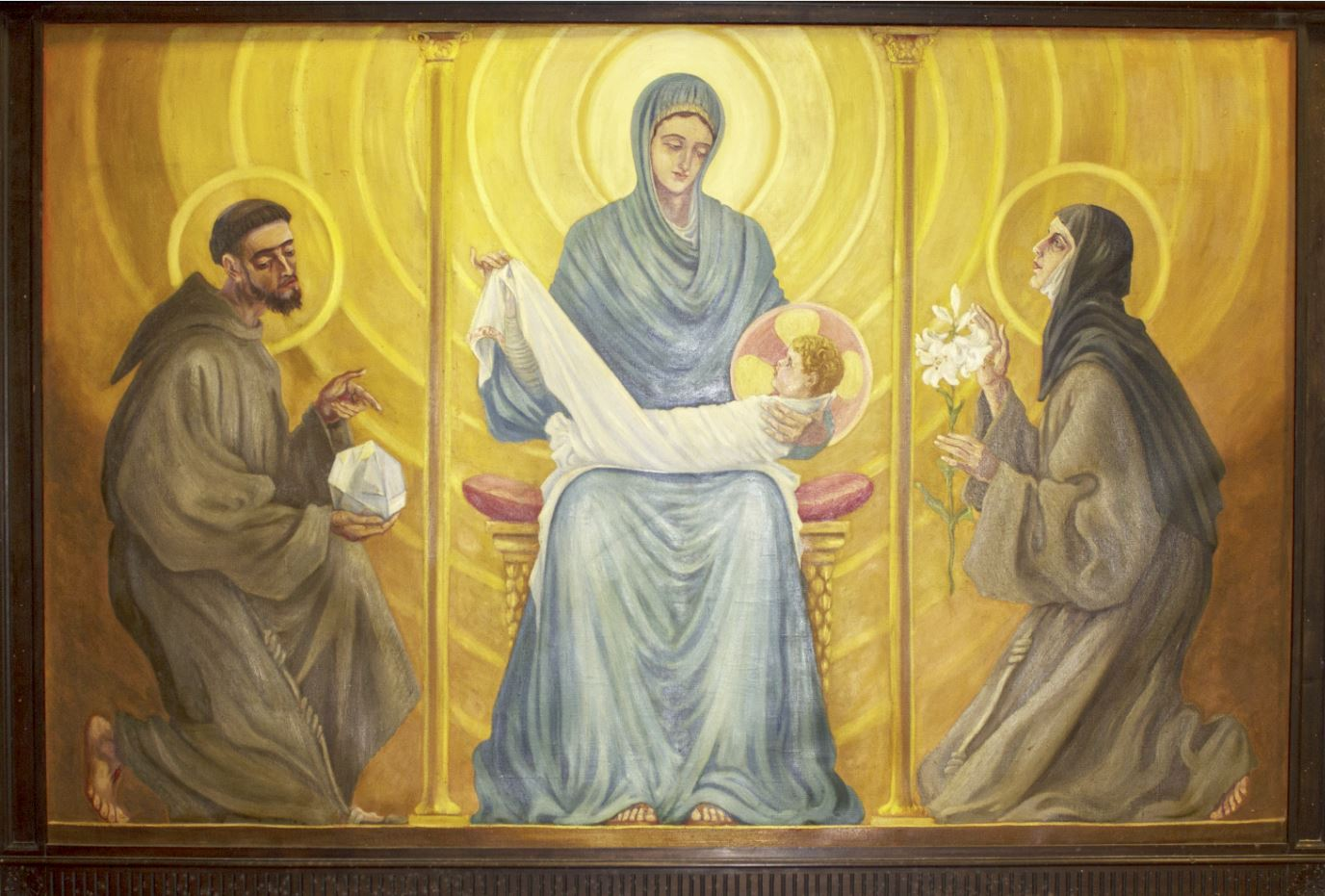
Madonna Franciszek i Klara z Asyżu
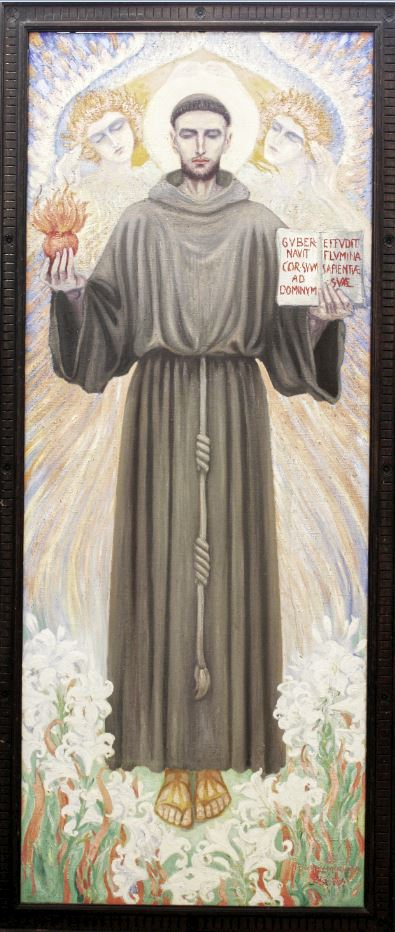
Antoni Padewski z dwoma Aniołami

#### Portrety
O. Efrem jest autorem wielu portretów ludzi świeckich, zakonników oraz dostojników kościelnych. Wykonywał je zarówno techniką pasteli na kartonie, jak również techniką olejną na płótnie. Do najbardziej znanych należy portret prymasa Polski Augusta Hlonda wykonany pastelą w latach trzydziestych XX wieku i powielony przez Księgarnię Św. Wojciecha w Poznaniu w formacie A4 techniką barwnej litografii. Był to oficjalny wizerunek kardynała Hlonda w Archidiecezji Poznańskiej i Gnieźnieńskiej, kolportowany w tysiącach egzemplarzy.

W tym samym okresie o. Efrem wykonał techniką olejną portret biskupa Asyżu Giuseppe Placido Nicolini.

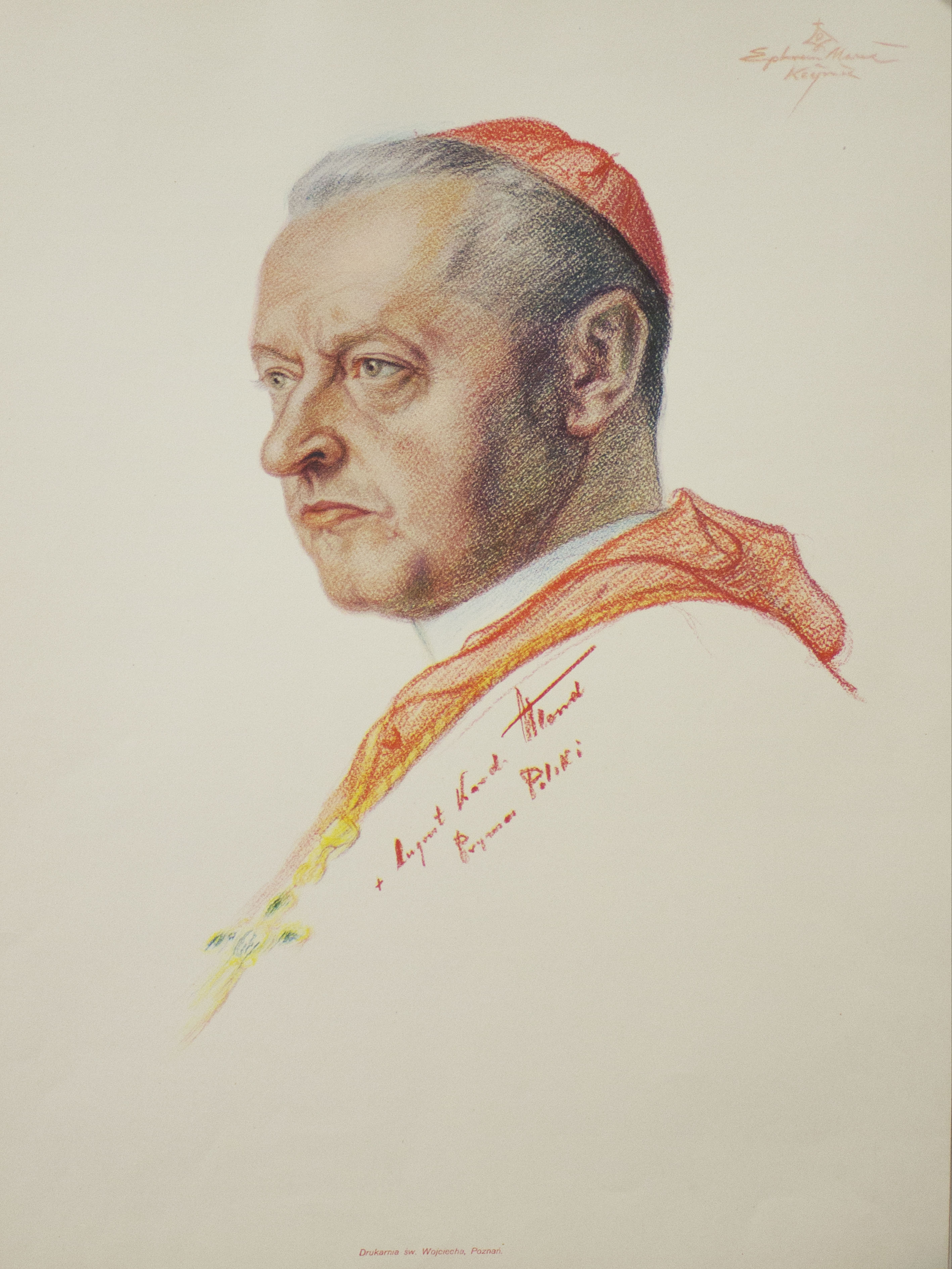
Kardynał August Hlond (Litografia kolorowa wydana przez Księgarnię Świętego Wojciecha)
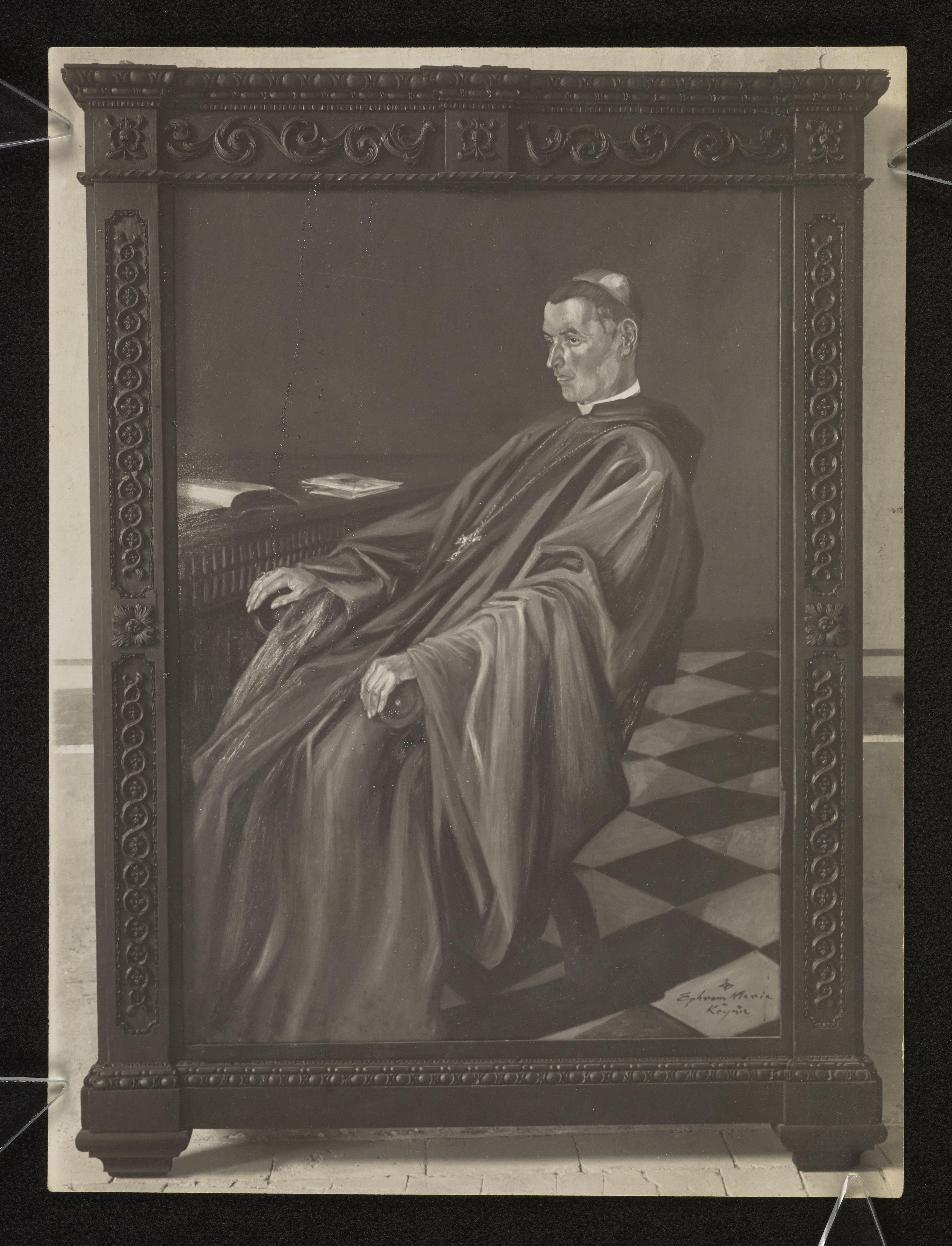
Giuseppe Placido Nicolini OSB, biskup Asyżu
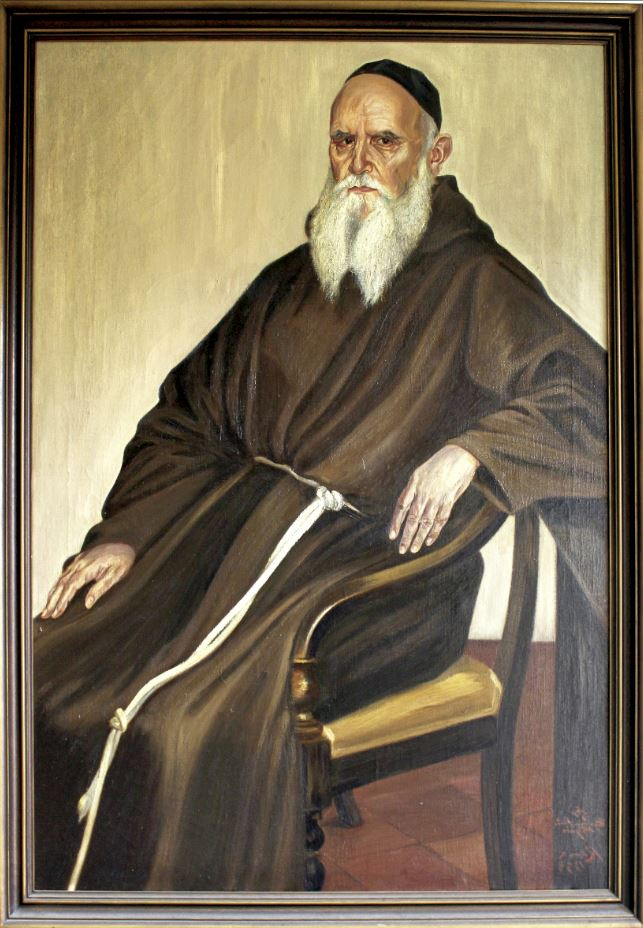
Melchor de Benisa, Minister generalny Zakonu Braci Mniejszych Kapucynów
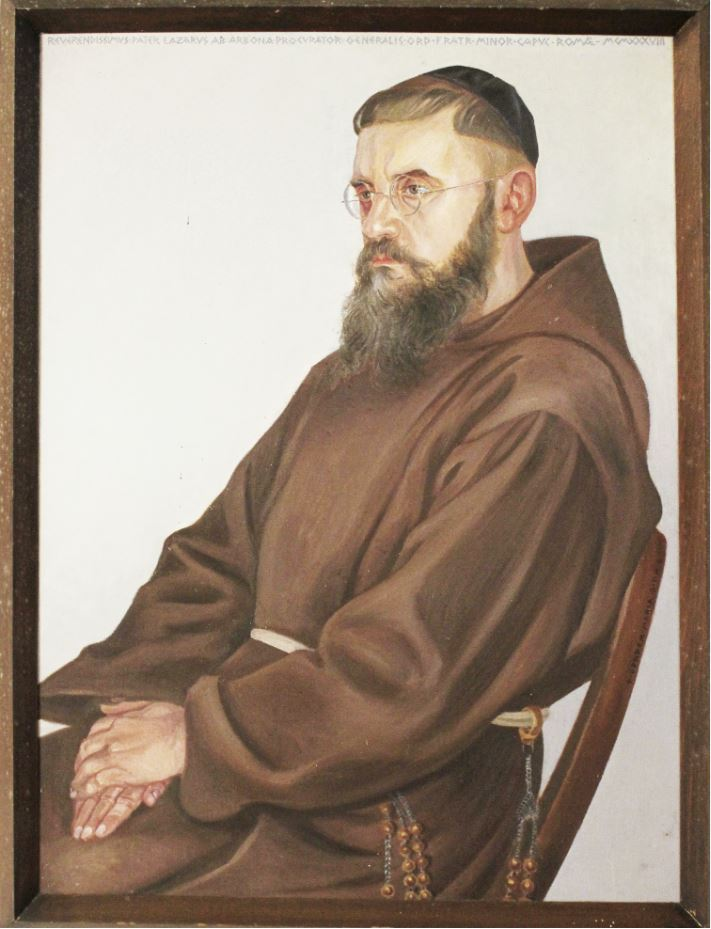
Łazarz z Arbonne, kapucyn